# Ustensile de laborator

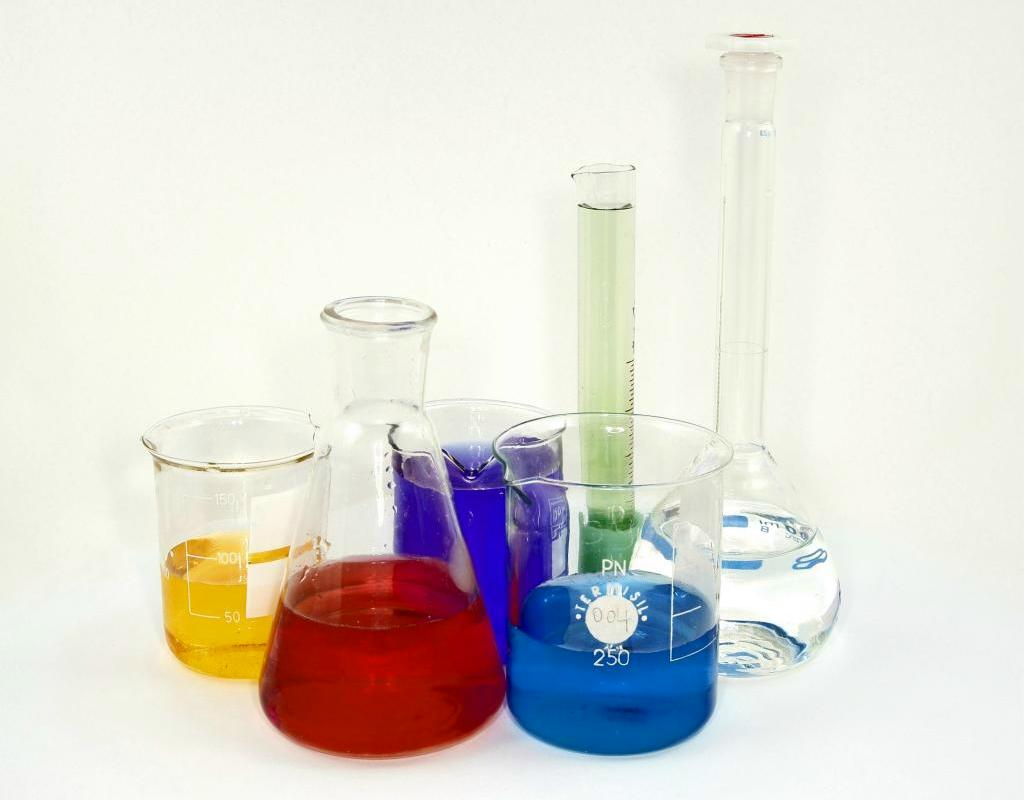
Sticlărie de laborator

Identificarea ustensilelor de laborator

## Ustensile de sticlă
- Eprubetele: sunt utilizate pentru efectuarea reacțiilor de probă.Au forma unor tuburi închise la un capăt,sunt de regulă confecționate din sticlă termorezistentă și pot fi gradate sau negradate.

- Pahare de laborator: utilizate pentru efectuarea reacțiilor care au loc la temperaturi nu prea ridicate,sau a unor operații precum: dizlovarea, evaporarea, fierberea, precipitarea, decantarea, filtrarea, titrarea volumetrică etc. Au capacități cuprinse între 25-3000 ml și sunt de mai multe tipuri cele mai uzuale fiind:
  - pahare Berzelius;
  - pahare Erlenmeyer:conice,uitilizate în special pentru titrări volumetrice;
  - pahare conice gradate;
  - pahare conice,cu trompă,de titrare cu tub;

- Baloane: au utilizări multiple,capacități și forme diferite în funcție de destinație,după cum urmează:
  - baloane cu fund plat și rotund:utilizate pentru fierberea soluțiilor,determinatrea unor constante fizice;au capacități cuprinse între 50-5000 ml;
  - baloane rotunde cu tub lateral Wurtz: și baloane Engler utilizate pentru distilări,respective determinarea vâscozității unor produse;
  - baloane cotate: utilizate pentru prepararea soluțiilor de concentrații date și pentru măsurarea cu exactitate a volumelor de lichide.Sunt baloane cu fundul plat și gâtul alungit,acesta din urmă fiind prevăzut cu un semn circular care delimitează capacitatea de umplere a balonului cotat.Acesta variază între 25-3000 ml.Capacitatea balonului este gravată pe acesta ca și temperatura de etalonare.Sunt prevăzute cu dopuri rodate care permit agitarea conținutului;
  - baloane Kjeldahl: utilizate pentru determinarea azotului din substanțe organice; au formă alungiă.

- Cilindrii gradați: utilizați la măsurarea aproximativă a volumelor de lichide.Sunt confecționați din sticla groasă și gradați în mililitri și fracțiuni de mililitru,având marcată la partea superioară capacitate maximă de umplere care variază între 5-2000 ml și temperatura de etalonare,de obicei 20°C.

- Pipetele: utilizate pentru măsurarea volumelor de lichide,au capacități diferite,sunt calibrate pentru anumite temperaturi,se păstrează în stative de lemn sau metal special și sunt de diferite tipuri:
  - pipete gradate: au forma cilindică;
  - pipete cu bulă: au forma cilindică de diametru variabil,partea centrală având diametrul cel mai mare(bula).

- Biuretele: utilizate pentru titrări volumetrice cu soluții de diverși reactivi sau pentru măsurarea cu exactitate a volumelor de lichide sau de gaze(biurete pentru gaze).Din punct de vedere constructiv,sunt tuburi cilindrice gradate care au la partea inferioară un dispozitiv de închidere și reglare a curgerii soluției.Acest dispozitiv poate fi un tub din cauciuc sau clemă sau un robinet din sticlă.Dupa capacitatea lor biuretele pot fi:

- - macrobiurete;
  - semimicrobiurete;
  - microbiurete.

- Sticluțe picurătoare: sunt de diferite tipuri și se utilizează pentru picurarea unor cantități mici de lichide,de exemplu,indicatori.

- Flacoane pentru păstrarea substanțelor : au diferite forme,sunt închise cu dopuri.Cele destinate păstrării substanțelor sensiblile la lumină sunt colorate.

- Pâlnii: sunt de mai multe tipuri,în functie de utilizări și anume:
  - pâlnii de filtrare: utilizate la filtrarea precipitatelor;
  - pâlnii pentru transvazarea lichidelor;
  - pâlnii de separare: utilizate pentru separarea lichidelor nemiscibile cu densități diferite;
  - pâlnii de picurare: utilizate pentru picurarea unor cantități de lichid în baloane de reacție.

- Picnometru: instrument folosit pentru măsurarea densității corpurilor lichide sau solide prin cântărire.

- Fiole de cântărire: utilizate pentru cântărirea cu pecizie a substanțelor solide sub forma de pulberi.Sunt prevăzute cu capace șlefuite.

- Sticle de ceas: utilizate pentru cântărirea substanțelor solide,acoperirea paharelor,a cristalizoarelor,în analiza preliminară a substanțelor,etc.

- Cristalizatoare: utilizate pentru concentrarea rapidă a soluțiilor,pentru recristalizare.Sunt vase cilindrice cu înalțime mică și diametrul mare pentru a asigura o suprafață mare de evaporare,au fundul plat;pot fi confecționate și din porțelan.

- Exicatoare: utilizate pentru uscarea lentă și conservarea substanțelor care necesită un mediu uscat.Din punct de vedere constructiv,sunt recipiente din sticlă care au la partea inferioară o substanță higroscopică care poate fi:clorura de calciu anhidră,acid sulfuric concentrat,acid fosforic,anhidrida fosforică,etc.

- Mojare: utilizate pentru mărunțirea materialelor solide,mărunțirea realizându-se cu ajutorul pistilului.Mojarele pot fi confecționate din sticlă,dar și din porțelan sau agat.

- Piseta sau stropitorul: utilizată pentru păstrarea apei distillate,necesară în operații de spălare a precipitatelor,în lucrările de analiză chimică,pentru aducerea la semn în vasele de măsură.Din punct de vedete constructiv,piseta este un balon de sticlă cu fund plat și capacități cuprinse între 250-1000 ml.Este prevăzut cu un dop prin care trec două tuburi din sticlă.

În laborator se foloseste unsoare siliconică pentru a unge imbinările aparaturii de laborator din sticlă fiind utilă în cazul manipulării în condiții de siguranță a compușilor sensibili la aer și/sau umiditate.
Deși în mod normal unsoare siliconică se consideră chimic inertă, mai mulți compuși rezultați în urma unor reacții nedorite dintre aceasta și diferiți reactanți au fost descriși în literature de specialitate.

## Ustensile de porțelan
- Pâlnii: sunt de mai multe tipuri, în functie de utilizări și anume:
  - pâlnii de filtrare: utilizate la filtrarea precipitatelor;
  - pâlnii pentru transvazarea lichidelor;
  - pâlnii de separare: utilizate pentru separarea lichidelor nemiscibile cu densități diferite;
  - pâlnii de picurare: utilizate pentru picurarea unor cantități de lichid în baloane de reacție.

- Capsule: utilizate pentru evaporare,recristalizare; pot fi confecționate și din sticlă termorezistentă.

- Mojare: utilizate pentru mărunțirea materialelor solide, mărunțirea realizându-se cu ajutorul pistilului. Mojarele pot fi confecționate din sticlă, dar și din porțelan sau agat.

- Cristalizatoare: utilizate pentru concentrarea rapidă a soluțiilor, pentru recristalizare. Sunt vase cilindrice cu înalțime mică și diametrul mare pentru a asigura o suprafață mare de evaporare, au fundul plat; pot fi confecționate și din porțelan.

## Alte ustensile
- Stative: cu diverse utilizari, pot fi:
  - stative confecționate din lemn sau materiale plastice:utilizate pentru susținerea eprubetelor, a pipetelor, pentru uscarea vaselor;
  - stative confecționate din oțel sau fier.

- Cleme: utilizate pentru închidrea accesului sau reglarea debitului lichidelor sau gazelor prin tuburi de cauciuc sau pentru fixarea aparatelor pe stative,caz în care au diferite forme și se prind pe stativ cu ajutorul mufelor.

- Inele: au,ca și clemele,rolul de a fixa aparatele pe stative,prinderea lor pe stativ făcându-se cu ajutorul mufelor.

- Clești: utilizați pentru prinderea obiectelor fierbinți;pot fi confecționați din metal sau lemn.